# Jonas Hassen Khemiri
Jonas Hassen Per Younes Khemiri (ur. 27 grudnia 1978 roku w Sztokholmie) – szwedzki prozaik i dramatopisarz.

## Życiorys
Matka Khemiriego jest Szwedką, ojciec pochodzi z Tunezji, a obecnie mieszka w Nowym Jorku. Studiował ekonomię na Wyższej Szkole Handlowej w Sztokholmie oraz literaturoznawstwo na Uniwersytecie Sztokholmskim. odbył również praktykę w siedzibie ONZ w Nowym Jorku.

## Twórczość
Zadebiutował w 2003 roku powieścią Ett öga rött (pol. Oko czerwone), napisaną w odmianie języka szwedzkiego mówionego na zamieszkałych przez imigrantów przedmieściach. Dzieło zyskało uznanie krytyki i sprzedała się w 200 000 egzemplarzy w Szwecji. Na jego podstawie powstał również film w reżyserii Daniela Wallentina z 2007 roku.
Opowiadanie Khemiriego Så som du hade berättat det för mig (ungefär) om vi hade lärt känna varandra innan du dog (pol. Tak właśnie byś mi to opowiedział (mniej więcej) gdybyśmy poznali się zanim umarłeś) z 2010 roku zostało w 2017 opublikowane przez amerykański magazyn „The New Yorker”.
Jako dramatopisarz zadebiutował w 2006 roku sztuką Invasion! (pol. Inwazja!) na deskach Teatru Miejskiego w Sztokholmie, która była wystawiana również w wielu innych teatrach w całej Europie (m.in. we Francji, Niemczech, Wielkiej Brytanii, Holandii, Danii, USA).
Najnowsza sztuka ≈ [ungefär lika med] (pol. ≈ [prawie równo], tłum. Halina Thylwe) miała premierę w Królewskim Teatrze Dramatycznym w Sztokholmie w 2014 roku, potem była wystawiana w teatrach m.in. w Niemczech, Norwegii, Francji i USA.
Jego twórczość tłumaczono łącznie na ponad 30 języków.

## Nagrody
- 2004 – Nagroda literacka dziennika Borås tidning dla debiutantów za Ett öga rött
- 2006 – Nagroda P.O. Enquista za Montecore
- 2007 – Nagroda Szwedzkiego Radia za Powieść za Montecore
- 2008 – Nagroda Szwedzkiego Radia za Opowiadanie za Oändrat oändlig
- 2013 – Nagroda Aniary
- 2015 – Nagroda Augusta za Wszystko, czego nie pamiętam
- 2021 – Prix Médicis za najlepsze dzieło zagraniczne (Prix Médicis étranger)[11]